# Vårsiklöja
Vårsiklöja (Coregonus trybomi) är en fisk i familjen laxfiskar, som till utseendet är mycket lik den närbesläktade siklöjan (Coregonus albula). 
Vårsiklöjan beskrevs inte som en egen art förrän 1979, även om fisken har uppmärksammats i litteratur sedan 1903. 
Förutom i Sverige finns vårlekande sikslöjor också i Finland, Ryssland och Tyskland. De vårlekande siklöjor som förekommer i Tyskland betraktas som en underart till siklöjan, Coregonus albula lucinensis.
I Sverige är vårsiklöjan endast känd från sjöarna Fegen, Ören, och Åsunden. Den tros dock numera vara försvunnen från de två sistnämnda, eftersom en säker förekomst av fisken i dessa sjöar inte har kunnat påvisas sedan 1970- och 1980-talet. Den är i Sverige betraktad som akut hotad, men för dess status som helhet råder kunskapsbrist.
Orsaken till vårsiklöjans tillbakagång i Sverige tros vara en kombination av flera faktorer, såsom att de vatten där den tidigare fanns har blivit näringsrikare, vilket försämrat dess livsförutsättningarna, och ökad konkurrens från andra inplanterade fiskar som gös och gärs. Populationen i sjön Fegen hotas även av försurning.